# Heriberto Tavares
Heriberto Moreno Borges Tavares, noto semplicemente come Heri (Amadora, 19 febbraio 1997), è un calciatore capoverdiano con cittadinanza portoghese, attaccante del Maccabi Natanya.

## Caratteristiche tecniche
È un'ala destra che dispone di una grande velocità unita a un'ottima tecnica e un buon dribbling ciò lo rende un giocatore esplosivo che nonostante sia brevilineo fisicamente è in possesso di una buona forza fisica, tra i suoi punti di forza vi è anche un buon tiro che lo rende un discreto finalizzatore.

## Carriera

### Club
Ha giocato nella prima divisione portoghese ed in quella francese, oltre che nella seconda divisione spagnola.

### Nazionale
Ha giocato nelle nazionali giovanili portoghesi Under-20 ed Under-21.
Nel 2025 viene convocato per la nazionale capoverdiana, in virtù delle sue origini, esordendo nella gara amichevole pareggiata 1-1 contro la Malesia del 29 maggio.

## Statistiche

### Cronologia presenze e reti in nazionale
| Cronologia completa delle presenze e delle reti in nazionale ― Capo Verde | Cronologia completa delle presenze e delle reti in nazionale ― Capo Verde | Cronologia completa delle presenze e delle reti in nazionale ― Capo Verde | Cronologia completa delle presenze e delle reti in nazionale ― Capo Verde | Cronologia completa delle presenze e delle reti in nazionale ― Capo Verde | Cronologia completa delle presenze e delle reti in nazionale ― Capo Verde | Cronologia completa delle presenze e delle reti in nazionale ― Capo Verde | Cronologia completa delle presenze e delle reti in nazionale ― Capo Verde |
| Data                                                                      | Città                                                                     | In casa                                                                   | Risultato                                                                 | Ospiti                                                                    | Competizione                                                              | Reti                                                                      | Note                                                                      |
| ------------------------------------------------------------------------- | ------------------------------------------------------------------------- | ------------------------------------------------------------------------- | ------------------------------------------------------------------------- | ------------------------------------------------------------------------- | ------------------------------------------------------------------------- | ------------------------------------------------------------------------- | ------------------------------------------------------------------------- |
| 29-5-2025                                                                 | Kuala Lumpur                                                              | Malaysia                                                                  | 1 – 1                                                                     | Capo Verde                                                                | Amichevole                                                                | -                                                                         | 65’                                                                       |
| 3-6-2025                                                                  | Kuala Lumpur                                                              | Malaysia                                                                  | 0 – 3                                                                     | Capo Verde                                                                | Amichevole                                                                | 1                                                                         |                                                                           |
| 8-6-2025                                                                  | Kutaisi                                                                   | Georgia                                                                   | 1 – 1                                                                     | Capo Verde                                                                | Amichevole                                                                | -                                                                         | 68’                                                                       |
| Totale                                                                    |                                                                           | Presenze                                                                  | 3                                                                         |                                                                           | Reti                                                                      | 1                                                                         |                                                                           |